# Serralada Cantàbrica
La serralada Cantàbrica (en castellà, cordillera Cantábrica) és un sistema muntanyenc del nord d'Espanya que discorre paral·lel al Mar Cantàbric. Té una longitud de 480 quilòmetres des de la depressió basca fins al Massís Galaico-Lleonès, passant pels Pics d'Europa. La serralada se situa en les comunitats autònomes de País Basc, Cantàbria, Principat d'Astúries i Castella i Lleó i representa el límit pel sud de l'anomenada Espanya humida o verda. Mentre que en el seu vessant sud i des de l'altiplà tot just existeix desnivell, en el vessant nord el desnivell és bastant acusat per la proximitat al mar, cosa que fa que els rius, de caràcter torrencial, salvin el pendent encaixats en valls en forma de V de vessants pronunciats. Els seus cims sobrepassen els 2.000 metres en els trams més acusats d'Astúries, el nord de Lleó i Palència i en la zona oriental de Cantàbria. Els vents dominants, d'origen oceànic, xoquen amb la serralada, ascendint i condensant-se com a resultat del refredament. A causa de l'efecte Foehn, es produïxen abundants precipitacions al vessant nord cantàbric i quan els vents descendeixen cap al vessant meridional són ja secs, originant un clima més àrid.
La seva última morfologia va ser generada en la orogenia alpina modelada sobre material sedimentari del Mesozoic, principalment. Així mateix, la serralada està esquitxada d'una àmplia morfologia d'antic glaciarisme i formes de modelatge càrstic.

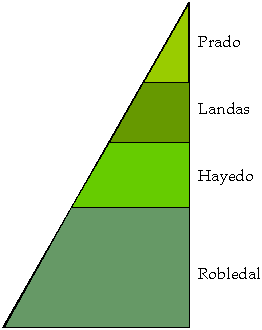
Cliserie present en la serralada Cantàbrica

La serralada Cantàbrica està dominada per boscos planocaducifolis constituïts principalment per faigs (Fagus sylvatica) situats a l'ombra i roures (Quercus robur, Quercus petraea i Quercus pyrenaica) a la solana. Destaca també la gairebé total absència de boscos naturals de coníferes, tant en l'estatge montà com estatge subalpí. En altituds superiors als 1.800 m la vegetació dominant són els bedolls, el matollar rastrer i les herbàcies, predominant les pastures de gramínies d'especial importància per al bestiar.
La muntanya més alta d'aquest sistema muntanyenc és Torrecerredo, amb una altitud de 2.648 m i la cavitat més profunda és el sistema cavernari del Trave, el segon major avenc de l'estat espanyol.
La serralada Cantàbrica es divideix en: 
- El massís astur-lleonès. S'estén pel contrafort occidental. De materials paleozoics plegats i amb fosses tectòniques d'orientació est a oest.
- Les Muntanyes de Cantàbria. De calcàries i margues mesozoiques. Destaquen els Picos d'Europa amb un relleu càrstic.
- Els Monts Bascos. En l'extrem oriental. De materials molt plegats d'època mesozoica, on l'erosió ha incidit significativament.